# Mandarina hahajimana
Mandarina hahajimana é uma espécie de gastrópode  da família Camaenidae.
É endémica de Japão.